# Бент (Нью-Мексико)
Бент (англ. Bent) — переписна місцевість (CDP) в США, в окрузі Отеро штату Нью-Мексико. Населення — 150 осіб (2020).

## Географія
Бент розташований за координатами 33°8′33″ пн. ш. 105°52′21″ зх. д. / 33.14250° пн. ш. 105.87250° зх. д. (33.142547, -105.872370).  За даними Бюро перепису населення США в 2010 році переписна місцевість мала площу 15,89 км², з яких 15,88 км² — суходіл та 0,01 км² — водойми.

## Демографія
Згідно з переписом 2010 року, у переписній місцевості мешкало 119 осіб у 56 домогосподарствах у складі 34 родин. Густота населення становила 7 осіб/км².  Було 89 помешкань (6/км²).
Расовий склад населення:
| - 76,5 % — білих - 5,0 % — корінних американців - 13,4 % — осіб інших рас |

До двох чи більше рас належало 5,0 %. Частка іспаномовних становила 34,5 % від усіх жителів.
За віковим діапазоном населення розподілялося таким чином: 16,0 % — особи молодші 18 років, 64,7 % — особи у віці 18—64 років, 19,3 % — особи у віці 65 років та старші. Медіана віку мешканця становила 48,5 року. На 100 осіб жіночої статі у переписній місцевості припадало 105,2 чоловіків;  на 100 жінок у віці від 18 років та старших — 88,7 чоловіків також старших 18 років.
Цивільне працевлаштоване населення становило 0 осіб. 